# تجول الأرض
تجول الأرض هو فيلم خيال علمي صيني مبني على رواية تحمل نفس الاسم للكاتب ليو تسي شين. حقق الفيلم إيرادات وصلت لـ699 مليون دولار أمريكي.

## روابط خارجية
تجول الأرض على موقع IMDb (الإنجليزية)
- تجول الأرض على موقع ميتاكريتيك (الإنجليزية)
- تجول الأرض على موقع روتن توميتوز (الإنجليزية)
- تجول الأرض على موقع نتفليكس (الإنجليزية)
- تجول الأرض على موقع ألو سيني (الفرنسية)
- تجول الأرض على موقع أول موفي (الإنجليزية)
- تجول الأرض على موقع بوكس أوفيس موجو (الإنجليزية)
- تجول الأرض على موقع فيلمافينيتي (الإسبانية)
- تجول الأرض على موقع قاعدة بيانات الفيلم (الإنجليزية)
- تجول الأرض على موقع ليتربوكسد (الإنجليزية)